# شکیلی (گوی‌چای)
شکیلی (به لاتین: Şəkili) یک منطقه مسکونی در جمهوری آذربایجان است که در شهرستان گوی‌چای واقع شده‌است. شکیلی ۳۱۶ نفر جمعیت دارد.